# Pojedunie II
Pojedunie II (biał. Паядуня 2, Pajadunia 2; ros. Поедуня 2, Pojedunia 2; pol. hist. Pojedupie) – dawny zaścianek. Tereny, na których był położony, leżą obecnie na Białorusi, w obwodzie grodzieńskim, w rejonie ostrowieckim, w sielsowiecie Ryteń, przy granicy z Litwą.

## Historia
Pod zaborami i II Rzeczypospolitej dwa zaścianki, z których jeden znajdował się w pobliżu Bołoszanki, drugi natomiast w pobliżu Wilii, oba w okolicy ujścia Bołoszanki do Wilii.
W XIX i w początkach XX w. położone było w Rosji, w guberni wileńskiej, w powiecie zawilejskim/święciańskim. Po I wojnie światowej pod administracją polską, w Zarządzie Cywilnym Ziem Wschodnich. W latach 1920–1922 w składzie Litwy Środkowej.
Od 11 kwietnia 1922 leżało w Polsce, w województwie wileńskim, w powiecie święciańskim, w gminie Kiemieliszki. W latach 30. XX w. zmieniono nazwę Pojedupie na Pojedunie. Zmiana ta przyjęła się także w językach białoruskim i rosyjskim.
W 1931 w 4 domach zamieszkiwały 22 osoby.
Miejscowość należała do parafii rzymskokatolickiej w Kiemieliszkach. Podlegała pod Sąd Grodzki w Święcianach i Okręgowy w Wilnie; właściwy urząd pocztowy mieścił się w Kiemieliszkach.